# Михайловка (Ужурский район)
Михайловка — село в Ужурском районе Красноярского края России. Административный центр Михайловского сельсовета.

## География
Село расположено в 45 км к северу от районного центра Ужур на реке Сереж.

## История
Село основано переселенцами из Орловской и Курской губерний в 1887 году. Первое поселение называлось Крутоярка, позднее переименованное в село Михайловка.

## Население
| 1992 | 2002 | 2010 |
| ---- | ---- | ---- |
| 985  | ↘867 | ↘829 |

В селе на 2011 год проживало 840 человека.